# Emelinus melsheimeri
Emelinus melsheimeri is een keversoort uit de familie schijnsnoerhalskevers (Aderidae). De wetenschappelijke naam van de soort werd in 1855 gepubliceerd door John Lawrence LeConte.